# Parafia św. Antoniego Padewskiego w Lublinie
 Parafia św. Antoniego Padewskiego – rzymskokatolicka parafia w  Lublinie,  położona w dekanacie Lublin – Wschód należącym do metropolii lubelskiej.

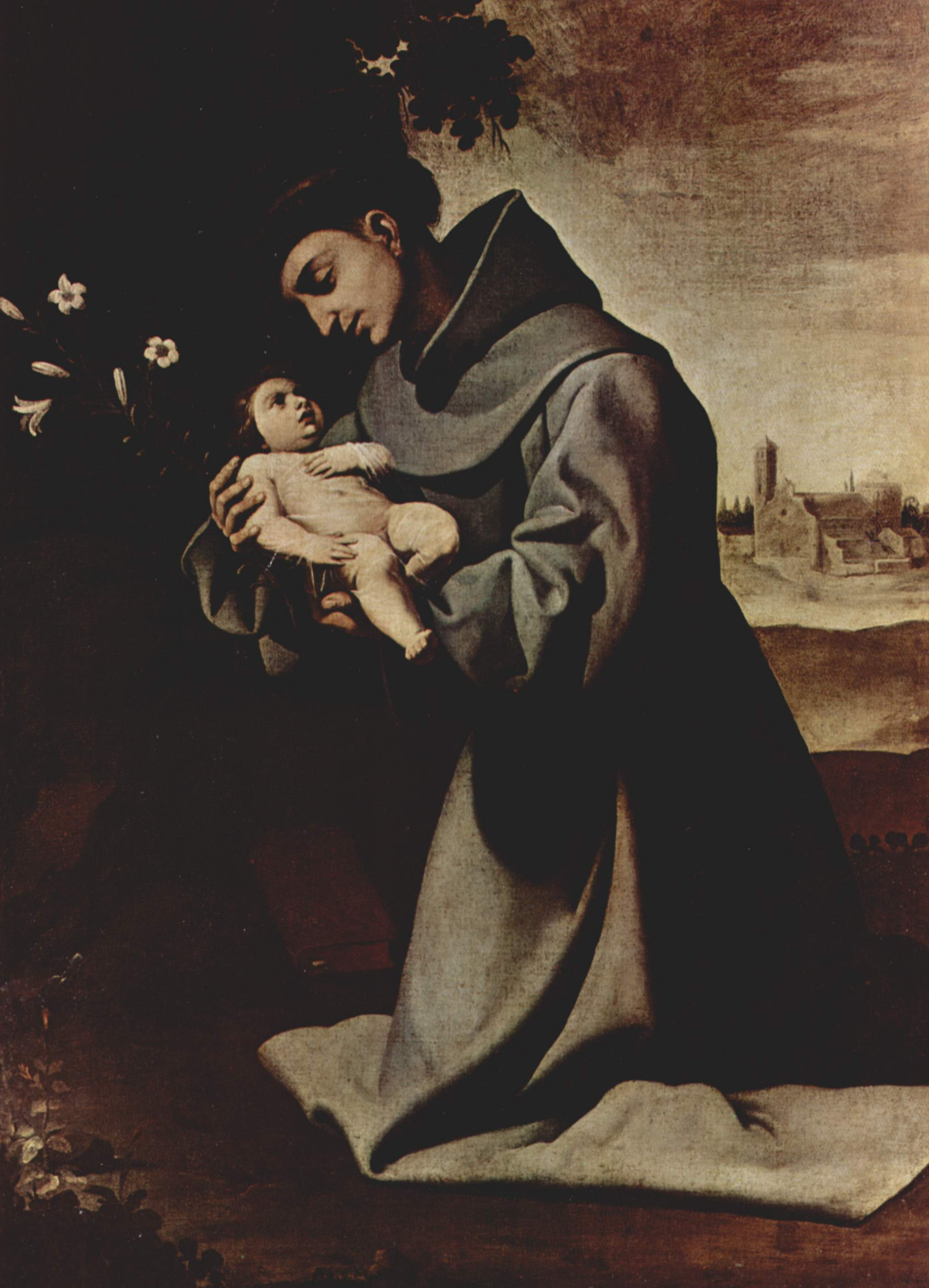
św. Antoni Padewski

## Historia parafii
Pozwolenie na budowę kościoła zostało wydane 20 stycznia 1986 roku. 29 listopada 1986 roku za patrona kościoła i parafii przyjęto św. Antoniego Padewskiego. 6 marca 1987 roku bp Bolesław Pylak erygował parafię poprzez wydzielenie jej z parafii Św. Agnieszki i  Najświętszego Zbawiciela. Proboszczem i budowniczym kościoła został ks. Stanisław Róg. W 1986 roku została zbudowana tymczasowa kaplica. Projekt kościoła i całego kompleksu sakralnego wykonał zespół lubelskich inżynierów: Antoni Herman – architektura, Jan Wacko – konstrukcja, Feliks Dragan – instalacje wod-kan, co-gaz, Henryk Burdzanowski – instalacje elektryczne. Kierownikiem budowy został inż. Tadeusz Lipski. Kamień węgielny pod budowę nowego kościoła został  wmurowany 10 czerwca 1990 roku przez bp. Bolesława Pylaka, który 13 czerwca 1992 roku odprawił pierwszą mszę św. w murach wznoszonego kościoła. W 1995 roku parafia otrzymała od niemieckiej parafii w Holfeld 26 głosowe organy piszczałkowe, które na nowo złożył pan Jerzy Kukla, organmistrz z Bielska-Białej. Organy 3 czerwca 1985 poświęcił abp. Bolesław Pylak. Kościół został konsekrowany 29 października 2000 roku przez bp Józefa Życińskiego. W 2015 roku zmarł pierwszy proboszcz parafii ks. Stanisław Róg, którego upamiętniono poświęcając 10 maja 2018 roku skwer przy ul. Tumidajskiego 18A, który otrzymał jego imię.

## Zasięg parafii
Do parafii należą wierni z Lublina mieszkający w dzielnicy Ponikwoda przy ulicach: Daszyńskiego, Kasztanowej, Koryznowej (strona nieparzysta), Modrzewiowej, Niepodległości, Palmowej, Paprociowej, Rudnickiej od nr 70, Trześniowskiej, Tumidajskiego.

## Stowarzyszenia i grupy parafialne
Punkt Charytatywny Caritas, Liturgiczna Służba Ołtarza (ministranci i lektorzy), Schola dziecięca, Zespół muzyczny, Chór Cecyliański, Legion Maryi, Stowarzyszenie Żywego Różańca, Krąg biblijny, Oaza Rodzin – Kościół domowy, Oaza młodzieżowa, Akcja Katolicka, AA i Al-Anon, Alateen, Duszpasterstwo studentów, Stowarzyszenie Harcerstwa Katolickiego Zawisza, KSM, Rada parafialna, Rada Duszpasterska, Nadzwyczajni Szafarze Komunii Świętej, Chór Cecyliański; Schola Dziecięcia; Schola Młodzieżowa
Przy parafii działa Świetlica Opiekuńczo-Wychowawcza prowadzona przez Instytut Akcji Katolickiej Archidiecezji Lubelskiej
W domu katechetycznym – filia Biblioteki Publicznej i punkt kasowy SKOK

## Proboszczowie
- ks. Stanisław Róg (1986–2015)[3]
- ks. Marek Urban (2015–)[4]